# John Cecil Masterman
Sir John Cecil Masterman (Kingston upon Thames, 12 gennaio 1891 – Londra, 6 giugno 1977) è stato uno scrittore e funzionario del controspionaggio britannico.

## Biografia
Autore di Tragedia a Oxford (1933), nel 1957 è stato vicerettore dell'Università di Oxford. Nel 1972 pubblica il libro Il doppio gioco della spia in cui racconta il suo ruolo nell'MI5 durante la seconda guerra mondiale.